# Ábaco lógico
Ábaco Lógico é um computador digital mecânico.

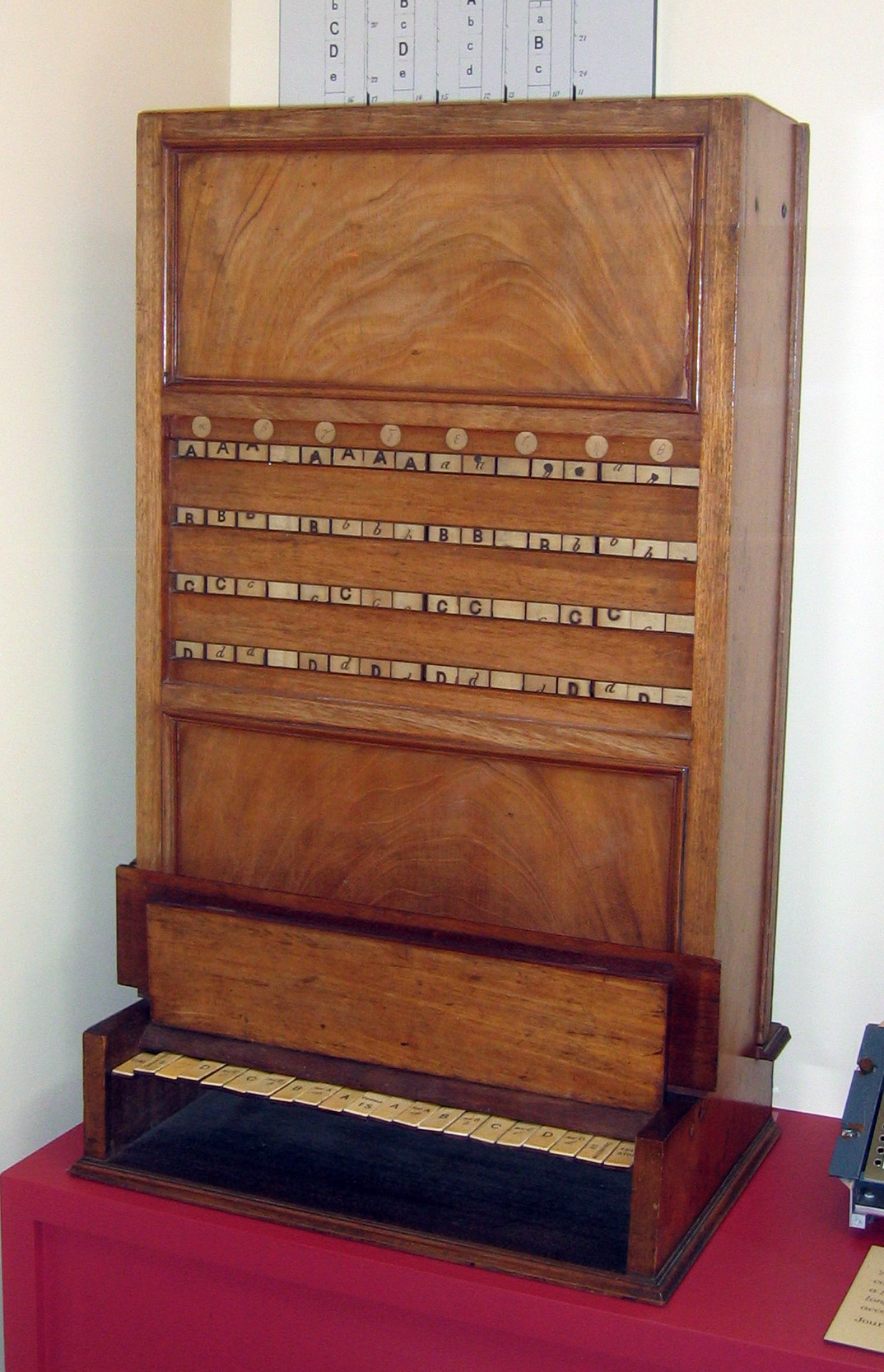
Jevons " Lógica de Piano em Sydney Powerhouse Museum, em 2006

Também chamado de uma "máquina lógica", o ábaco lógico é análogo ao ábaco (matemático) comum. Baseia-se no princípio de tabelas de verdade.
Ele é construído para mostrar todas as combinações possíveis de um conjunto de termos lógicos, com suas negativas, e, além disso, a forma em que essas combinações são afetados pela adição de atributos ou outras palavras limitantes, por exemplo, para simplificar mecanicamente a solução de problemas lógicos.  Estes instrumentos são todos desenvolvimentos mais ou menos elaborados da "lousa lógica", na qual foram escritas em colunas verticais todas as combinações de símbolos ou letras que poderiam logicamente ser feitas a partir de um número definido de termos. Esses foram comparados com quaisquer premissas dadas, em que as incompatíveis foram descartadas. No ábaco as combinações são inscritas cada uma em uma única peça de madeira ou substância similar, que é movida por uma chave; As combinações incompatíveis podem assim ser mecanicamente removidas à vontade, de acordo com qualquer série de premissas dada.
Os principais exemplos de tais máquinas são aqueles de William Stanley Jevons (piano lógico), John Venn e Allan Marquand.